# Quad Cities

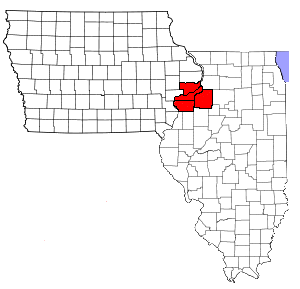
Lage der Quad Cities

Die Quad Cities sind eine Metropolregion am Mississippi River in den Bundesstaaten Iowa und Illinois im Mittleren Westen der USA. Die Gesamteinwohnerzahl (Schätzung von 2005) der etwa drei Autostunden westlich von Chicago liegenden Region beträgt 376.309. Es gibt keine Metropole, sondern fünf Anchor Cities („Ankerstädte“). Diese sind:
- Moline, Illinois
- East Moline, Illinois
- Rock Island, Illinois
- Davenport, Iowa
- Bettendorf, Iowa

Der Werbespruch dieser Region lautet „A community joined by a river“. Gemein ist allen Orten vor allem ihre geografische Lage am Rand des sogenannten Rust Belt, ansonsten unterscheiden sie sich durchaus signifikant sowohl in politischer, gesellschaftlicher als auch wirtschaftlicher Hinsicht.
Die Quad Cities sind eines der wenigen Gebiete, in denen dieselbe siebenstellige Telefonnummer innerhalb von zwei Vorwahlbereichen (563 und 309) gilt und man damit über den Fluss Orts- bzw. Nahgespräche führen kann. Zusätzlich zu diesen fünf Anchor Cities zählt man eine Vielzahl von kleineren Gemeinden zum Gebiet der Quad Cities. Der Quad City International Airport in Moline vermarktet sich für sein Einzugsgebiet gern als Alternative zu den Großflughäfen, insbesondere Chicago. Knapp 20 Meilen nordnordöstlich des Ballungsgebietes liegt das Kernkraftwerk Quad Cities.
Vor dem Zweiten Weltkrieg und in der unmittelbaren Nachkriegszeit war das Gebiet unter dem Namen Tri-Cities bekannt. Die ursprünglichen Tri-Cities waren Moline, Rock Island und Davenport. In den frühen 1960er Jahren wuchs das Gebiet jedoch durch den Zusammenschluss mit Rock Island County. Wegen des hohen Bevölkerungswachstums in Bettendorf wurde diskutiert, ob man den Namen „Quint Cities“ annehmen solle, was jedoch abgelehnt wurde. Heute ist das Gebiet somit auch weiterhin unter dem Namen Quad Cities bekannt.
Die Quad Cities sind ein Beispiel für das Multiple nuclei model, ein System des Zusammenschlusses mehrerer Städte.